# Tyrell Cuffy
Tyrell Cuffy (né le 6 septembre 1988) est un athlète des îles Caïmans, spécialiste du sprint.
Il étudie à Bristol, dans le Tennessee.
Ses meilleurs temps sont :
- 100 m : 10 s 33 (-0,6) à Edwardsville le 23 mai 2008 ;
- 200 m : 20 s 83 (+1,5) à Cali, record égalé du 20 s 83 (-0,9) à São Paulo le 8/07/2007.

Il détient aussi le record national du relais 4 × 100 m, en 39 s 54 à La Havane, le 4 juillet 2009, (5e), (Kemar Hyman, Tyrell Cuffy, David Hamil, Carlos Morgan).